# New Albany (Pennsilvània)
New Albany és una població dels Estats Units a l'estat de Pennsilvània. Segons el cens del 2000 tenia 306 habitants.

## Demografia
Segons el cens del 2000, New Albany tenia 306 habitants, 126 habitatges, i 77 famílies. La densitat de població era de 246,1 habitants/km².
Dels 126 habitatges en un 27,8% hi vivien nens de menys de 18 anys, en un 44,4% hi vivien parelles casades, en un 10,3% dones solteres, i en un 38,1% no eren unitats familiars. En el 31% dels habitatges hi vivien persones soles el 15,9% de les quals corresponia a persones de 65 anys o més que vivien soles. El nombre mitjà de persones vivint en cada habitatge era de 2,43 i el nombre mitjà de persones que vivien en cada família era de 3,01.
Per edats la població es repartia de la següent manera: un 25,5% tenia menys de 18 anys, un 8,8% entre 18 i 24, un 27,8% entre 25 i 44, un 22,9% de 45 a 60 i un 15% 65 anys o més.
L'edat mediana era de 37 anys. Per cada 100 dones de 18 o més anys hi havia 88,4 homes.
La renda mediana per habitatge era de 29.444 $ i la renda mediana per família de 29.464 $. Els homes tenien una renda mediana de 31.875 $ mentre que les dones 23.750 $. La renda per capita de la població era de 15.209 $. Entorn del 12,7% de les famílies i el 15% de la població estaven per davall del llindar de pobresa.

## Poblacions més properes
El següent diagrama mostra les poblacions més properes.